# IBM高可用性集群多处理工具
IBM高可用性集群多处理工具（英語：IBM PowerHA SystemMirror，直译：「IBM High Availability Cluster Multiprocessing」，原名PowerHA和Hacmp）是 IBM 针对 IBM System p 平台上的 AIX操作系统、Unix操作系统 和 Linux操作系统 上的高可用性集群的解决方案，早期的版本名字是Hacmp。从Hacmp5.5版本开始，Hacmp名称更改为PowerHA，最新的PowerHA版本为PowerHA7.2.7。
PowerHA可以在最多32台计算机或节点上运行，每个节点可以主动运行应用程序（活动状态），也可以是在其他节点发生故障时等待接管（被动状态），集群中的系统可以共享文件系统上的数据。
PowerHA在很大程度上依赖于IBM的可靠可扩展集群技术（RSCT）。PowerHA是RSCT感知客户端并于AIX一同分发。RSCT包括一个称为群组服务的守护程序，它协调对集群感兴趣的事件的响应（例如，接口或节点失败，或管理员更改了集群配置）。直到PowerHA V6.1版本，RSCT还使用拓扑服务守护程序（topsvcs）监视集群节点、网络和网络适配器的故障。在版本V7.1中，RSCT提供了节点之间的协调响应，但监视和通信则由Cluster Aware AIX（CAA）基础设施提供。
PowerHA 7.1版本在很大程度上依赖CAA，这是一种嵌入操作系统中的集群基础设施，由RSCT和PowerHA共同利用。CAA为AIX上的PowerHA和其他集群解决方案提供了监控和通信基础架构，同时通过Autonomic Health Advisor文件系统（AHAFS）提供了集群范围的事件通知，以及借助CLcmd实现的集群感知AIX命令。CAA取代了之前PowerHA/HACMP版本中RSCT的拓扑服务所提供的功能。

## 版本历史
- PowerHA SystemMirror 7
  - PowerHA SystemMirror 7.2，发布于 2015年10月1日，9年前。 （页面存档备份，存于）
    - PowerHA SystemMirror 7.2.1，发布于 2016年10月11日，8年前。[1]
      - 新的用户界面[1]

  - PowerHA SystemMirror 7.1 发布于 2010年，15年前, 并使用 AIX V6.1 TL 6 和 AIX 7.1 中提供的 Cluster Aware AIX (CAA) 基础架构   （页面存档备份，存于）
    - PowerHA SystemMirror 7.1.1 发布于  2012年2月17日，13年前。[2]
- PowerHA 6 
  - PowerHA 6.1, 再次更名为IBM PowerHA SystemMirror for AIX，于2009年10月27日正式发布。 （页面存档备份，存于）
    - 现有标准版和企业版
    - 支持EMC SRDF
    - GLVM 2 站点配置向导
    - SMIT 面板和文件集合的改进
    - 支持 IPv6
- HACMP 5
  - HACMP 5.5，更名为 IBM PowerHA，正式发布于2008 年 11 月。  （页面存档备份，存于）
    - 支持异步复制
    - 更新对DLPAR/CUOD的支持，包括对IBM POWER5和POWER6处理器的支持
    - 支持LPAR移动以重新定位关键应用程序
    - PowerHA/XD PPRC在与SAN Volume Controller一起使用时支持Global Mirror
    - 允许PowerHA/XD PPRC支持每个站点的多个存储子系统的功能
    - 通过避免对TCP/IP启动过程的修改，更好地与AIX操作系统集成

  - HACMP 5.4.1, 发布于 2007年11月 。  （页面存档备份，存于）
    - 支持AIX Workload Partitions（WPAR）
    - 新的 GLVM 监控。
    - 提升 NFSv4 支持

  - HACMP 5.4，发布于2006年7月   （页面存档备份，存于）
    - 基于Web的图形用户界面(GUI)。
    - 无干扰的HACMP集群启动、升级和维护。

  - HACMP 5.3,发布于 2005年8月
  - HACMP 5.2,  发布于 2004年7月
  - HACMP 5.1, 发布于 2003年7月
- HACMP 4
  - HACMP 4.5, 发布于 2002年7月
  - HACMP 4.4, 发布于 2000年6月
  - HACMP 4.3
  - HACMP 4.2
    - 添加集群单点控制群集单点控制（CSPOC）功能。
    - 动态重配置